# Al Bahah
Pour la province, voir Al Bahah (province).

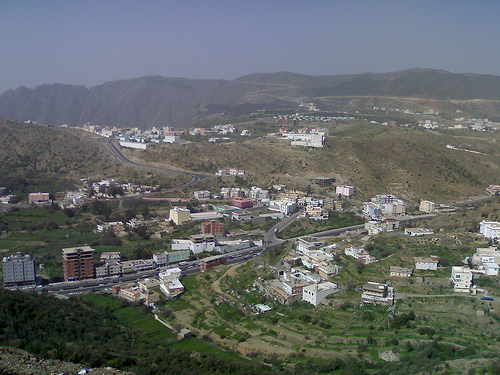

Al Bahah (arabe : الباحة) est une ville du Hijaz, au sud-ouest de l'Arabie saoudite, et capitale de la province d'Al Bahah. 
La ville est située dans la partie nord-ouest du territoire Ghamed. La région est formée de montagnes, plaines, collines, vallées et étendues désertiques. 
Blottie entre Taïf et Abha, al Bahah est une des principales destinations touristiques du royaume, pour son climat agréable et ses quarante forêts, dont Raghdan, al Zaraeb, Baidan...
Elle mérite le surnom de "Pearl of Resorts", la Perle des stations touristiques, ou de Garden of Hejaz (Arabic translation: حديقه الحجاز).

## Géographie et agriculture
- Dattes, pamplemousses, noix, raisins, bananes...
- Miel

## Organisation administrative
Al Bahah est divisée en 3 districts : 
- Al Sarah, composé de hautes montagnes, à climat tempéré (avec pluies), riche en végétation,
- la Tihama, à l'ouest, plaine côtière, à climat chaud et humide, avec très peu de pluie,
- les vallées de l'est, jusqu'à 1550 et 1990 mètres, avec temps froid en hiver et chaud en été, et très peu de végétation.

## Transports et Tourisme
- Aéroport domestique : Al-Baha Domestic Airport.
- Routes :
  - nord : At Tawlah, Taïf,
  - nord ouest : Al Qa, Suq al Rubu, Taïf,
  - sud ouest : Bani Sharfa, al Mudhaylif, Al Qunfundhah,
  - sud : vers Abha, Jizan, Najran
- nature :
  - Montagnes,
  - Forêts : dont Raghan, Zaraeb et Baidan,
- Funiculaires